# 曾溢滔
曾溢滔（1939年5月27日—），男，广东顺德人，中国医学遗传学专家，中国工程院院士。他是中国基因诊断主要开拓者之一，率先将基因工程与临床医学结合。

## 生平
毕业于复旦大学遗传学研究所。后担任上海交通大学医学院教授、上海市儿童医院上海医学遗传研究所所长。1995年，荣获中国工程院院士。
曾溢滔妻子黄淑帧是上海交通大学附属儿童医院终身教授、“新中国60年上海百位突出贡献女性”之一。女儿曾凡一是上海交通大学医学遗传研究所所长、国家重大研究计划项目首席科学家。